# 曹操暗殺 三国志外伝
『曹操暗殺 三国志外伝』（そうそうあんさつ さんごくしがいでん、原題：銅雀台、英語題：The Assassins）は、2012年製作の中国映画。チャオ・リンシャン監督、チョウ・ユンファ主演。

## 概要
魏の太祖、曹操の晩年に焦点を絞った作品であり、210年代の曹操暗殺計画を題材にしたものである。また2009年に曹操の陵墓（西高穴2号墓）が発見されると、被葬者の遺骨に殉死者と考えられる20代の女性の遺骨があったことが判明したことが本作のヒロインのモチーフになっている。主演はチョウ・ユンファで、他の出演者はリウ・イーフェイ、玉木宏、アレック・スー、チウ・シンジー、伊能静などである。映画の原題『銅雀台』は西暦210年に曹操が鄴に造営した宮殿の名前に由来する。

## ストーリー
赤壁の戦いから12年後の西暦219年。曹操は他の競合する群雄を倒して中原での優位を獲得。後漢の献帝に魏王の位を与えるように強制し、銅雀台を造営して権力を誇示していた。
関中での対馬超・韓遂戦後に騎馬隊にさらわれて、陵墓を利用した牢獄で5年にわたり刺客としての訓練を積んできた穆順と霊雎（れいしょ）は、献帝をはじめとする曹操を快く思わない勢力から曹操暗殺の密命を受け、穆順は宦官として、霊雎は美貌を武器に、それぞれ曹操に近づくが……。

## 出演者
- チョウ・ユンファ：曹操…（声）柴田秀勝
- リウ・イーフェイ：霊雎 / 貂蝉…（声）島本須美
- 玉木宏：穆順…（声）竹内想
- アレック・スー：献帝…（声）大塚智則
- チウ・シンジー：曹丕…（声）小倉直寛
- 伊能静：伏皇后…（声）御崎真美
- ヤオ・ルー：吉本…（声）石原辰巳
- ニー・ダーホン：伏完…（声）菊池康弘
- チー・チェン：許褚…（声）西垣俊作
- フー・シンユアン：霊雎（幼少期）…（声）本田和希
- リウ・チエイー：穆順（幼少期）…（声）石井花奈

## 備考
公開時期が、日本政府による尖閣諸島国有化と、それにともなう中国での反日運動の起きた時期と重なったために、ポスターなどから玉木宏の姿が削除された。